# KamAZ-5460
Der KamAZ-5460 (russisch КамАЗ-5460) ist ein Lastwagen aus der Produktion des KAMAZ-Werks in Nabereschnyje Tschelny. Die zweiachsige Sattelzugmaschine ist mit Hinterradantrieb ausgestattet und wird seit 2003 in Serie gebaut. Der KamAZ-6460 ist eine ähnliche, aber dreiachsige Version des Lkw. Seit 2013 gibt es mit dem KamAZ-5490 einen moderneren Nachfolger für das Fahrzeug.

## Fahrzeugbeschreibung
Die Produktion des KamAZ-5460 als erste zweiachsige Sattelzugmaschine des Herstellers begann 2003. Von Anfang an wurden Dieselmotoren aus hauseigener Produktion verbaut, die größtenteils 400 PS (294 kW) leisten. Die großvolumigen Achtzylinder V-Motoren haben einen Hubraum von 11,76 l. Zunächst erfüllten sie nur die Abgasnorm EURO-2, schon ab 2004 wurden allerdings Motoren mit EURO-3 verbaut. Heute wird der Lastwagen mit dem gleichen Triebwerk ausgeliefert, das mittlerweile aber die EURO-4-Norm erfüllt.
Verschiedene Teile des Lastwagens stammen nicht aus heimischer Produktion, sondern werden von ausländischen Herstellern bezogen. Dazu gehört auch das Getriebe, das von ZF Friedrichshafen zugeliefert wird. Teile des Einspritzsystems stammen von Bosch. Ab etwa 2010 wurde die Motorlebensdauer mit einer Million Kilometern angegeben.
Bis 2009 wurde die erste Generation der Lastwagen noch mit Fahrerkabine im alten Design gefertigt. 2009 gab es eine Überarbeitung der Blechteile, insbesondere der Kühlergrill wurde moderner gestaltet. Zudem wurde auf Basis des KamAZ-5460 der Vorfeld-Tanker TSA-40 (russisch ТЗА-40) gebaut, der mit dem passenden Sattelauflieger 40.000 Liter Flugzeugtreibstoff transportieren kann.
Heute wird das Fahrzeug vom Hersteller in zwei sich leicht unterscheidenden Varianten angeboten. Seit 2013 gibt es mit dem KamAZ-5490 einen modernisierten Nachfolger.

## Technische Daten
Die hier aufgeführten Daten gelten für den KamAZ-5460, wie er vom Hersteller Mitte 2017 gefertigt wurde. Aufgrund von Änderungen oder neuen Modellvarianten können die Daten über die Bauzeit hinweg leicht schwanken.
- Motor: Viertakt-V8-Dieselmotor mit Turbolader
- Motortyp: KamAZ-740.73-400
- Leistung: 400 PS (294 kW) bei 1900 min−1
- Hubraum: 11,76 l
- Bohrung: 120 mm
- Hub: 130 mm
- maximales Drehmoment: 1766 Nm bei 1250–1350 min−1
- Abgasnorm: EURO 4
- Verdichtung: 17,9:1
- Getriebe: manuelles Sechzehngang-Schaltgetriebe
- Getriebetyp: ZF 16S1820 von ZF Friedrichshafen
- Höchstgeschwindigkeit: 90 km/h
- Tankinhalt: 2 × 350 l
- Bordspannung: 24 V
- Batterie: 2×12 V mit je 190 Ah, in Reihe verschaltet
- Lichtmaschine: 28 V, 2000 W
- Antriebsformel: 4×2

Abmessungen und Gewichte
- Länge: 6340 mm
- Breite: 2550 mm
- Höhe: 3130 mm
- Radstand: 3950 mm
- Höhe der Sattelkupplung: 1100–1150 mm
- maximal befahrbare Steigung: 18 %
- Leergewicht: 7425 kg
- Achslast vorne (leer): 4755 kg
- Achslast hinten (leer): 2670 kg
- Zuladung (Sattellast): 10.500 kg
- zulässiges Gesamtgewicht: 18.000 kg
- Achslast vorne (beladen): 6500 kg
- Achslast hinten (beladen): 11.500 kg
- zulässiges Gesamtgewicht des Aufliegers: 32.500 kg
- zulässiges Gesamtgewicht des Sattelzugs: 40.000 kg